# تور کالیفرنیا
تور کالیفرنیا (انگلیسی: Tour of California) یک تور دوچرخه‌سواری جاده در کشور ایالات متحده آمریکا است.
این تور که اولین دوره آن در سال ۲۰۰۶ برگزار شده جزئی از تور جهانی دوچرخه‌سواری محسوب می‌شود.